# 刘大铮
刘大铮（1934年—1981年），男，辽宁开原人，中国工程机械专家，曾任中国农业机械化科学研究院排灌机械研究室主任、工程师，第四届全国人大代表，第五届全国政协委员。